# WJFV
WJFV (1650 AM) é uma estação de rádio de transmissão formatada de talk radio conservadora licenciada para Portsmouth, Virgínia, servindo Hampton Roads.
A estação é de propriedade da Chesapeake-Portsmouth Broadcasting Corporation e operada por John Fredericks.